# كريستوفر فوربس
كريستوفر فوربس (بالإنجليزية: Christopher Forbes)‏ هو ناشر أمريكي، ولد في 1951.